# Imperiul colonial portughez

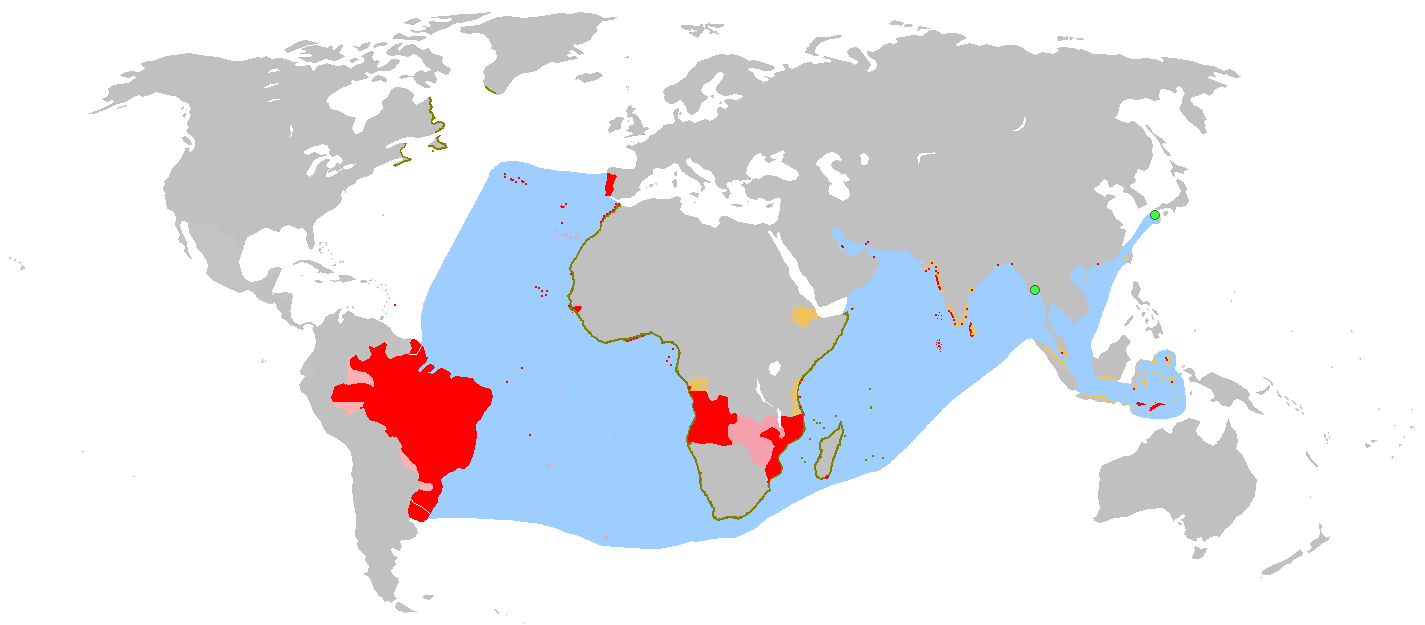
O hartă ce prezintă, cu aproximație, dezvoltarea Imperiului Portughez din secolele trecute (1415-1999). Roșu - fostele colonii permanente; roz - tărâmuri explorate, zone de influență și comerț sau teritorii revendicate de Portugalia; albastru - direcții de explorare maritimă, rute și zone de influență.

Imperiul colonial portughez (în portugheză Império Colonial Português) a fost primul imperiu colonial european modern, și, totodată, ultimul care s-a destrămat. A durat timp de aproape șase secole, începând din 1415, când portughezii au capturat Ceuta și până în 1999, când Portugalia a predat Chinei orașul Macao.
Principalele colonii ale Imperiului Portughez au fost Brazilia, Mozambic, Angola, Guineea Bissau și Capul Verde.

## Origini
Originile Imperiului portugez și a Portugaliei, în general, sunt plasate în timpul Reconquistei: recucerirea treptată peninsulei Iberice de către regatele creștine de la maurii musulmani. În 1139, după stabilirea ca un regat separat, Portugalia și-a completat recuceririle prin ocuparea Algarve, regiunea de sud a statului iberic, în 1249. Însă, independența sa continua să fie amenințată de regatul vecin, Castilia, până în 1411, la semnarea tratatului de la Ayllón.
După ce și-a rezolvat problemele legate de independență, Portugalia și-a întors atenția peste mări și spre o expediție militară împotriva țările musulmane din Africa de Nord. Au fost mai multe motive probabile pentru primul lor atac împotriva Sultanatului Marinid (situat pe teritoriul Marocului de astăzi): a oferit posibilitatea de a continua cruciada creștină împotriva Islamului, a clasei militare, acesta a promis glorie pe câmpul de luptă și prada de război; și, în final, a fost o șansă de a extinde schimburile comerciale portugheze și de a aborda declinul economic din Portugalia.
În 1415, Ceuta, port situat strategic în Africa de Nord musulmană, și unul dintre porturile terminale ale aurului trans-sahariană. Cucerirea a fost un succes militar, și a marcat unul dintre primii pași în extinderea portugheză în afara Peninsulei Iberice, dar s-a dovedit a fi costisitoare pentru a-o apăra împotriva forțelor musulmane. Portughezii nu au putut să-l folosească ca bază pentru extinderea în continuare în interiorul Africii, precum și caravanele trans-sahariane și-au schimbat rutele pentru a ocoli Ceuta și s-au utilizat porturi alternative musulmane.

## Dezvoltarea în jurul anului 1500
Trupele portugheze au ocupat Ceuta în 1415. Mulțumită expedițiilor organizate de regele Henric Navigatorul, navele portugheze au explorat coasta occidentală a Africii, cu obiectivul de a întocmi hărți și de a găsi mărfuri (mai ales aur și sclavi). În 1487, Bartolomeo Diaz ajungea în Capul Bunei Speranțe și în 1498 Vasco da Gama ajungea în India, unde se stabileau primele avanposturi portugheze. De aceea portughezii au decis să creeze diverse baze fortificate de-a lungul coastei orientale în India, dând început unei expansiuni destul de agresive. De-a lungul coastelor africane orientale, mai multe state mici musulmane (Mozambico, Kilwa, Bravae, Mombasa) au fost distruse sau au devenit aliate ale Portugaliei.
În Oceanul Indian una dintre navele lui Pedro Álvares Cabral a descoperit Madagascarul, care a fost explorat parțial de Tristão da Cunha (1507); Mauritius a fost descoperită în 1507, în timp ce în anul 1506 Socotra era ocupată.
Imperiul portughez în Orient a fost recunoscut prin Tratatul de la Tordesillas. Portughezii au stabilit apoi baze comerciale și avamposturi la Goa, Malacca, în Molucche, la Macao și Nagasaki. Obligați să-și apere rutele lor comerciale atât de europeni cât și de asiatici, portughezii dominau nu numai comerțul dintre Asia și Europa, dar și cel între diferite regiuni din Asia, printre care India, Indonezia, China și Japonia. 
În multe cazuri misionarii iezuiți au urmărit negustorii portughezi încercând astfel răspândirea creștinismului în Asia.
Brazilia a fost descoperită în 1500 de către Pedro Álvares Cabral și colonizarea va începe în jurul anului 1530. În ciuda faptului că la început era considerată mai puțin importantă, Brazilia a devenit apoi una dintre cele mai importante colonii ale imperiului, deoarece de aici portughezii puteau să exporte aur, pietre prețioase, zahăr, cafea și alte produse agricole.

## Competiția și declinul
Din 1580 până în 1640, tronul Portugaliei a fost ocupat de Habsburgii de Spania. Această perioadă a coincis cu declinul Imperiului Portughez. Inamicii Spaniei, printre care Anglia și Țările de Jos, dornice să intre în posesia bogățiilor sale, au găsit adesea mai ușor să atace teritoriile portugheze prost apărate în locul celor spaniole. De altfel, spaniolii nu prea au avut grijă de coloniile portugheze pe care le conduceau. Tentativa olandeză de a ocupa Brazilia îi va face în cursul secolului XVII să piardă teritorii ca Celyon, Capul Bunei Speranțe, o parte din India Orientală și controlul comerțului cu Japonia (datorită ocupării orașului Nagasaki). Teritoriile portugheze în Oceanul Pacific s-au redus la Macao și Timorul de Est.
În 1661 portughezii au cedat Bombay-ul (Mumbay, India) englezilor. În secolul următor englezii au reușit să pună stăpânire asupra Indiei reușind să reducă teritoriile portugheze la Goa (actualmente cel mai mic stat din India) și alte teritorii foarte mici.
În 1755 cutremurul de la Lisabona, urmat de un tsunami, a pus țara în genunchi omorând 100.000 de persoane (din circa 275.000 locuitori), ceea ce a redus considerabil lansarea coloniilor portugheze.
Brazilia a rămas deci inima imperiului, devenind și destinația unei migrații voluntare din Europa, și a uneia forțate de sclavi din Africa. Acest fapt a făcut să crească populația coloniei, care astăzi reprezintă statul vorbitor de limbă portugheză cel mai mare din lume. Din 1815 Brazilia a făcut parte din Regatul Unit al Portugaliei, Braziliei și Algarvelor, iar în 1822 devine independentă odată cu crearea Imperiului Braziliei, condusă totuși de un principe portughez, Pedro I.
În perioada apogeului colonialismului european din secolul al XIX-lea Portugalia pierduse deja tot imperiul său, exceptând câteva teritorii minuscule în Asia și Africa. De aceea, Portugalia a decis să deschidă un nou ciclu de colonizare extinzându-și avanposturile în Africa, ceea ce a determinat o concurență puternică cu alte puteri europene prezente în zonă. Așa au fost create coloniile care astăzi corespund statelor Capul Verde, São Tomé și Príncipe, Guinea-Bissau, Angola și Mozambic.

## Căderea
În anii următori, la sfârșitul celui de-al doilea război mondial, celelalte națiuni europene, au început, în mod mai mult sau mai puțin voluntar, să abandoneze posesiunile lor coloniale. Portugalia dimpotrivă, a decis să se opună cu tenacitate la procesul de decolonizare, devenind astfel ultima putere colonială care-și menținea controlul asupra coloniilor sale mai mari.
În 1961, în ciuda faptului că India ocupase Goa și alte posesiuni portugheze din regiune, în Africa câteva grupuri rebele declanșau un război care a durat mai mult de un deceniu.
Costul războiului dificil a condus la căderea regimului autoritar al lui Salazar din 1974 (Revoluția garoafelor roșii).
Imediat după independența Angolei și Mozambicului, cele două colonii majore, a izbucnit un război civil dur între forțele guvernamentale comuniste (susținute de Uniunea Sovietică, Cuba și alte țări comuniste) și forțele rebele susținute de Zair, Africa de Sud și Statele Unite.
Și Timorul de Est a devenit independentă în 1974, dar a fost imediat ocupată de vecina sa, Indonezia, până în 1999.
Oficial, Imperul portughez a dispărut atunci când Portugalia a cedat Macao Chinei în 1999, în urma unui contract dintre cele două state, contract asemănător cu cel care a unit Hong Kong-ul britanic cu China.
Cele șapte foste colonii portugheze sunt astăzi state independente; împreună cu Portugalia, sunt membre ale Comunității Țărilor de Limbă Portugheză (CPLP).